# Solter truculentus
Solter truculentus is een insect uit de familie van de mierenleeuwen (Myrmeleontidae), die tot de orde netvleugeligen (Neuroptera) behoort. 
Solter truculentus is voor het eerst wetenschappelijk beschreven door Walker in 1853.